# Honnapur, Dharwad
Honnapur là một làng thuộc tehsil Dharwad, huyện Dharwad, bang Karnataka, Ấn Độ.